# Zhang Dejiang

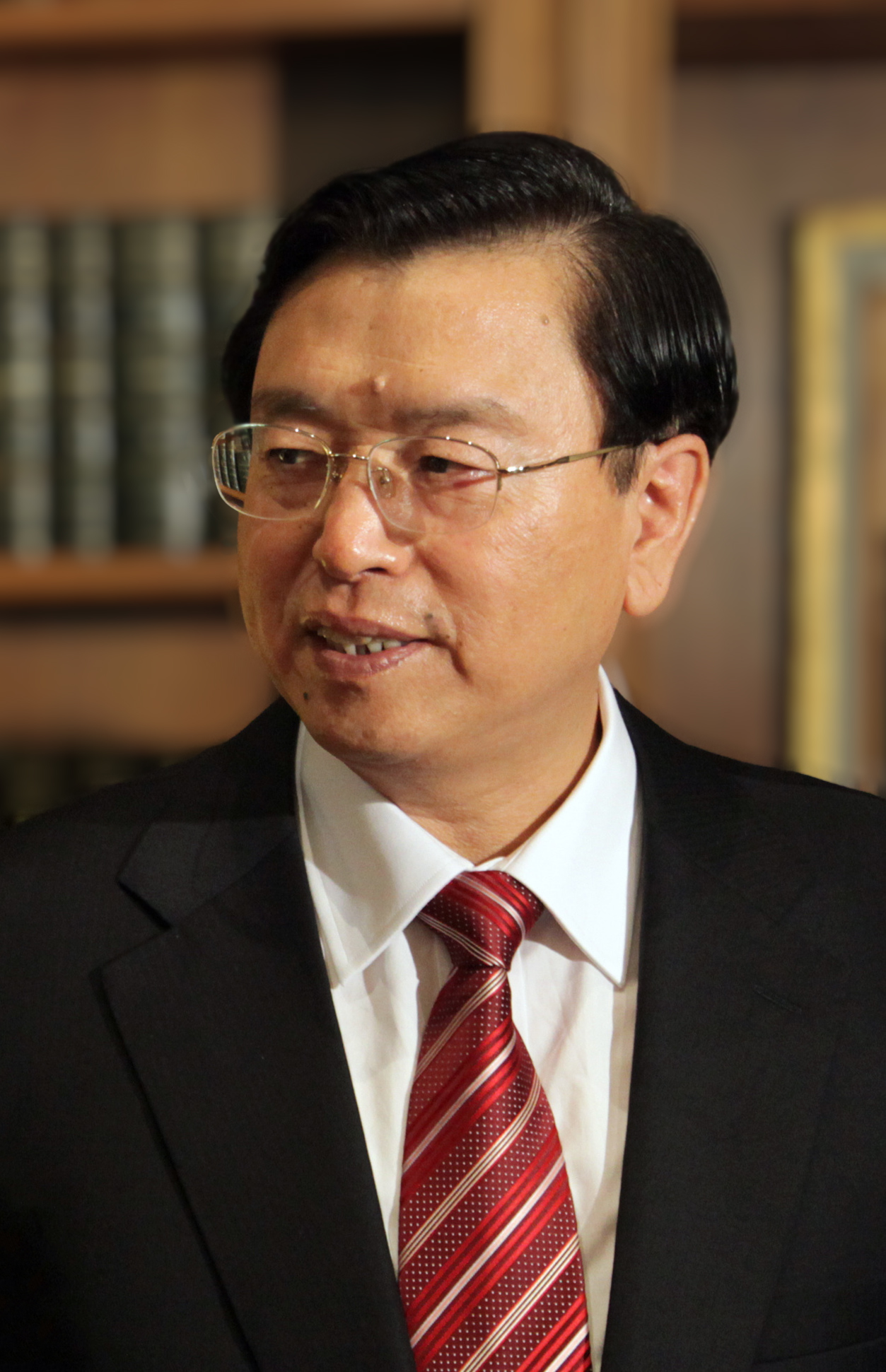
Zhang am 15. Juni 2011 bei einem Treffen mit dem damaligen Premierminister Griechenlands Giorgos Papandreou.

Zhang Dejiang (chinesisch 張德江 / 张德江, Pinyin Zhāng Déjiāng; * 4. November 1946 in Tai’an, Provinz Liaoning, Republik China) ist ein chinesischer kommunistischer Politiker. Er war von 2002 bis 2017 Mitglied des Politbüros, ab 2008 als Vize-Premierminister Mitglied des Staatsrates und von März bis November 2012 Parteichef der Stadt Chongqing. Im März 2013 wählte ihn der Nationale Volkskongress zu seinem Vorsitzenden. Dieses Amt übte er bis März 2018 aus. Sein Nachfolger wurde Li Zhanshu.

## Studium und akademische Laufbahn
Nach dem Studium an der Wirtschaftsfakultät der Kim-Il-sung-Universität wurde er im November 1968 als junger Intellektueller zur Feldarbeit in die Provinz Jilin im Nordosten Chinas gesandt. Von 1970 bis 1972 war er Sekretär des Kommunistischen Jugendverbandes sowie für Propaganda im Kreis Wangqing. Im Januar 1971 trat er der Kommunistischen Partei Chinas (KPCh) bei.
Von 1972 bis 1975 absolvierte er ein Studium der Koreanischen Sprache an der Universität von Yanbian. Anschließend war er als Lektor und Stellvertretender Sekretär der Parteiorganisation an der Fakultät für die Koreanische Sprache an der Universität von Yanbian tätig. Zugleich war er bis 1978 Mitglied des Ständigen Ausschusses des Parteikomitees und Stellvertretender Vorsitzender des Revolutionskomitees der Universität. Von 1978 bis 1980 absolvierte er ein Postgraduiertenstudium an der Kim Il Sung-Universität in Nordkorea. Während dieser Zeit war er auch Sekretär der Parteiorganisation der chinesischen Studenten der Universität.
Anschließend wurde er erneut Mitglied des Ständigen Ausschusses des Parteikomitees sowie Stellvertretender Rektor der Universität von Yanbian.

## Parteisekretär und Aufstieg zum Mitglied des Politbüros
1983 wurde er Stellvertretender Sekretär des Parteikomitees von Yanji, der Hauptstadt des Autonomen Bezirks Yanbian. Gleichzeitig war er in dieser Funktion Mitglied des Ständigen Ausschusses des Parteikomitees von Yanbian. Zwei Jahre später erfolgte seine Ernennung zum Stellvertretenden Sekretär des Parteikomitees des Autonomen Bezirks Yanbian in der Provinz Jilin.
Nach einer Tätigkeit als Vizeminister für Zivilangelegenheiten und Stellvertretender Sekretär der Parteiorganisation des Ministeriums in Peking von 1986 bis 1990 kehrte er in die Provinz Jilin zurück. Dort war er bis 1995 Stellvertretender Sekretär des Parteikomitees der Provinz sowie zugleich Sekretär des Parteikomitees des Autonomen Bezirks Yanbian. Auf dem 14. Parteitag der KPCh wurde er 1992 zum Kandidaten des Zentralkomitees (ZK) gewählt. 1995 bis 1998 war er Sekretär des Parteikomitees der Provinz Jilin. 1998 war er zudem für kurze Zeit Vorsitzender des Ständigen Ausschusses des Volkskongresses der Provinz. Auf dem 15. Parteitag der KPCh wurde er 1997 Mitglied des ZK der KPCh.
1998 erfolgte seine Berufung zum Sekretär des Parteikomitees der Provinz Zhejiang im Südosten Chinas.
Auf dem 16. Parteitag der KPCh wurde er 2002 schließlich Mitglied des Politbüros des ZK. Im November 2002 wurde er Sekretär des Parteikomitees der viertgrößten Provinz Guangdong. In dieser Funktion sah er sich wiederholt Kritik ausgesetzt, wie bei seinem Krisenmanagement der SARS-Epidemie 2003 oder der Behandlung von Anhängern von Falun Gong. Am 8. November 2005 wurde ihm wegen der Folterung einer Anhängerin von Falun Gong aus Sydney eine Vorladung des Obersten Gerichts von New South Wales zugestellt. 2007 folgte ihm Wang Yang in dieser Funktion nach.
Zhang war ab 2008 als Vize-Premierminister Mitglied des Staatsrates und von 2012 bis 2017 Mitglied des Ständigen Ausschusses des Politbüros.